# Миссионерская литургия
Миссионе́рская литурги́я (от лат. missio «посылка, отправление») — частный случай миссионерского богослужения, когда толкованию подлежит православное богослужение под названием «литургия». Миссионерское богослужение может совершаться в форме объяснения других богослужений, таинств и чинопоследований Православной церкви.

## Миссионерская литургия Иоанна Златоуста
Миссионерская литурги́я Иоа́нна Златоу́ста — частный случай миссионерского богослужения. Это православное богослужение, которое в дополнение к главной своей цели — общению с Богом — решает задачу приближения литургической культуры Православия к пониманию людей. Поставлена такая задача в общецерковном документе Русской православной церкви под названием «Концепция миссионерской деятельности РПЦ» от 27 марта 2007 года. Достигается эта задача через объяснение смысла и значения богослужения непосредственно за таким богослужением в форме небольших богословских комментариев и с помощью других элементов катехизации.
В интернет-пространстве миссионерская литургия Иоанна Златоуста часто называется терминами «миссионерская литургия», «литургия с пояснениями», «литургия с объяснениями», литургия с толкованиями и т. п., в «Концепции миссионерской деятельности РПЦ» названа миссионерским богослужением. Существует практика совершения детских литургий.
По количеству сведений о миссионерской литургии в интернете является одной из наиболее востребованных и результативных форм православных миссионерства и катехизации в XXI веке.